# عصية متمسكة محللة للنشا
عصية متمسكة محللة للنشا (الاسم العلمي: Tenacibaculum amylolyticum) هي نوع من البكتيريا، سلبية الغرام، تتبع جنس عصية متمسكة.